# ويل سانت ليجر
ويل سانت ليجر (بالإنجليزية: Will St Leger)‏ هو فنان/فنان الشارع، دي جي إذاعي، وناشط في حقوق المثليين يعيش في دبلن، جمهورية أيرلندا.

## النشاط
كناشط سابق في منظمة السلام الأخضر كان سانت ليجر ناشطا لسنوات عديدة. في عام 2009، أسس سانت ليجر مجموعة العمل المباشر للمثليين، «مساوي» (بالإنجليزية: Equals)‏. - في 25 يونيو 2009، قامت المجموعة بعمل مباشر عند مدخل مجلس النواب الأيرلندي في دبلن. أبدت المجموعة سخطها إزاء ما اعتبروه عدم المساواة في مشروع قانون الشراكات المدنية 2009، والذي سيتم تمريره لاحقا ليصبح قانون الشراكة المدنية وبعض الحقوق والواجبات للشركاء المتساكنين 2010، من خلال ربط أنفسهم بالسلاسل على أبواب المبنى. صعد سانت ليجر إلى أعمدة البوابات وظل هناك لأكثر من ساعتين واعتقلته الشرطة فيما بعد. على الرغم من اتهامه في البداية، لم تتم مقاضاة سانت ليجر.

## الفن
- "مسار الألغام الأرضية": في يوم الأحد الموافق 1 أبريل 2007، وضع 100 "لغم أرضي" مزيف مصنوع من ألواح المينا المسننة في خمس حدائق حول دبلن، أيرلندا.[6][7] في مقابلة مع موقع ووستير كولكتيف، قال: "كان السبب وراء ذلك هو جعل الناس يسألون أنفسهم،" ماذا لو كان العالم الذي أمشي فيه مليئًا بالألغام الأرضية؟"

- «غارة فنية»: في عام 2007، افتتح سانت ليجر العرض الأول في مهرجان دبلن فرينج Dublin Fringe حيث سُمح للضيوف «بسرقة» الفن المعروض في صوت إنذار أمني.[8]

- «الهبة النقدية لبيرتي»: في 31 مارس 2008. وضع سانت ليجر ما قيمته 50000 جنيه إسترليني من فواتير «بيرتي» المزيفة التي تصور الأيرلندية رئيس الوزراء الأيرلندي، بيرتي أهرن على تمثال مولي مالون في دبلن، أيرلندا.[9] ادعى الفنان أن المال الذي يصور أيضًا حفارة تحرك فن السلتيك في تخطي النفايات كان احتجاجًا على توغل طريق رقم 3 في «تل تارا».

## المعارض الفردية
- «آرتيفيزم» (بالإنجليزية: Artivism)‏، فبراير 2006
- «سيلبريتي غانز آند أمو» (بالإنجليزية: Celebrity Guns & Ammo)‏، أبريل 2007
- «غارة فنية» (بالإنجليزية: Art Raid)‏، سبتمبر 2007 / أبريل 2008
- «أنتيكس روغ شاو» (بالإنجليزية: Antics Rogue Show)‏، سبتمبر 2008[10]
- «بلوتوث فاري» (بالإنجليزية: "Bluetooth Fairy")‏، نوفمبر 2009[11]
- «السبب والتأثير» (بالإنجليزية: Cause & Effect)‏، نوفمبر 2012

## الراديو والموسيقى
من يناير 2012 إلى مارس 2014، كان سانت ليجر مذيعًا إذاعيًا مع إذاعة فانتوم 105.2 حيث قدم عرضًا أسبوعيًا مدته أربع ساعات بعنوان «ذي ويكندر» (بالإنجليزية: the Weekender)‏ كما أن سانت ليجر هو أيضًا مؤسس مشارك في الثنائي الغنائي «فون» (بالإنجليزية: "Faune")‏ الذي أصدر أول أغنية له في مارس 2014.